# Trapezoedro truncado
En geometría, un trapezoedro truncado n-gonal es un poliedro formado por un trapezoedro n-gonal con dos pirámides n-gonales truncadas de los dos vértices correspondientes a uno de sus ejes polares. Si los vértices polares están completamente truncados (disminuidos), un trapezoedro se convierte en un antiprisma.
Los vértices quedan dispuestos como 4 n-gonos en cuatro planos paralelos, con orientación alterna en el medio creando  pentágonos.
El dodecaedro regular es el poliedro más común de esta clase, siendo un sólidos platónicos, con 12 caras pentagonales congruentes.
Un trapezoedro truncado tiene todos los vértices con 3 caras. Esto significa que sus poliedros conjugados, el conjunto de las bipirámides giroelongadas, tienen todas caras triangulares. Por ejemplo, el icosaedro es el dual del dodecaedro.

## Formas
- Trapezoedro triangular truncado (sólido de Durero) – 6 pentágonos y 2 triángulos. Su dual es la bipirámide triangular giroelongada.
- Trapezoedro cuadrado truncado – 8 pentágonos y 2 cuadrados. Su dual es la bipirámide cuadrada giroelongada.
- Trapezoedro pentagonal truncado o dodecaedro regular - 12 caras pentagonales. Su dual es el icosaedro.
- Trapezoedro hexagonal truncado – 12 pentágonos y 2 hexágonos. Su dual es la bipirámide hexagonal giroelongada.
- Trapezoedro n-gonal truncado – 2n pentágonos, 2 n-gonos. Su dual es una bipirámide giroelongada.